# Torrey Canyon
Torrey Canyon – amerykański tankowiec, zbudowany w 1959 roku. Zatonął z ładunkiem ropy na skałach 18 marca 1967 roku u wybrzeży Kornwalii, powodując katastrofę ekologiczną.
Statek zbudowany został w 1959 roku w amerykańskiej stoczni Newport News Shipbuilding & Drydock Co. Początkowo miał długość 246,90 m, szerokość 31,8 m i nośność statku 66 000 długich ton. Napęd stanowiła turbina parowa o mocy 25 000 KM, poruszająca jedną śrubę. Z powodu boomu naftowego, statek został w  1965 roku przebudowany w Sasebo w Japonii. Jego długość wzrosła do 296,90 m, szerokość do 38,20 m, a nośność do 120 890 ton. Przebudowa pogorszyła natomiast manewrowość statku.
W 1967 roku statek był własnością amerykańskiego armatora Barracuda Tanker Corporation z siedzibą na Bermudach, a pływał pod „tanią banderą” liberyjską, wyczarterowany przez BP. Kapitanem był od marca 1966 roku Włoch Pastrengo Rugiati.
19 lutego 1967 roku statek, załadowany 119 183 tonami ropy, wyruszył z Kuwejtu wokół Afryki do Milford Haven w Wielkiej Brytanii (Walia). 18 marca, o 8.50, na skutek błędu nawigacyjnego kapitana,  wypełniony ropą tankowiec uderzył o podwodne skały Seven Stones, między wyspami Scilly a wybrzeżem Kornwalii, na których osiadł i rozdarł dno. Doszło do wycieku ok. 20 tysięcy ton ropy. Zdarzenie to stało się największą na wodach Europy katastrofą ekologiczną. Wykazała ona brak przygotowania państw na tego typu wypadki. Podjęto od pierwszego dnia próby ściągnięcia statku ze skały przez holenderskie przedsiębiorstwo Wijsmuller, lecz nie powiodły się i zostały przerwane po wybuchu oparów ropy w części rufowej 21 marca, w którym zginął jeden z ratowników. Po nieudanych próbach ściągnięcia statku ze skał, rząd brytyjski zdecydował zbombardować statek i spalić w ten sposób znajdującą się w nim i wyciekającą ropę. Zostało to wykonane  w dniach 28-29 marca, głównie przy użyciu samolotów Blackburn Buccaneer lotnictwa marynarki (FAA) i Hawker Hunter Królewskich Sił Powietrznyh (RAF). Pomimo tego ropa dotarła do wybrzeży Kornwalii i Normandii, powodując wieloletnie zanieczyszczenie plaż, straty dla przemysłu turystycznego i rybołówstwa.
Po przeprowadzonym jeszcze w tym samym roku dochodzeniu, sąd wydał wyrok zakazujący dożywotnio kapitanowi dowodzenia statkami.
Wypadek ten spowodował zaostrzenie przepisów dotyczących ruchu tankowców, a także ustalenie regulacji prawnych określających odpowiedzialność armatora w tego typu przypadkach.